# Why Not Model Agency
Why Not Models agency è una agenzia di moda fondata a Milano nell'ottobre 1976, alle origini del fashion boom.
È organizzata in tre divisioni, Donna, Uomo e Celebrities, che gestiscono booking per sfilate, campagne pubblicitarie, redazionali, video ed eventi.
Nel 2000 Why Not, insieme ad altre importanti agenzie di moda ed operatori del settore, ha fondato Assem allo scopo di tutelare la professionalità e i valori degli associati e la figura professionale del modello.